# Palazzo Pignatelli di Monteleone

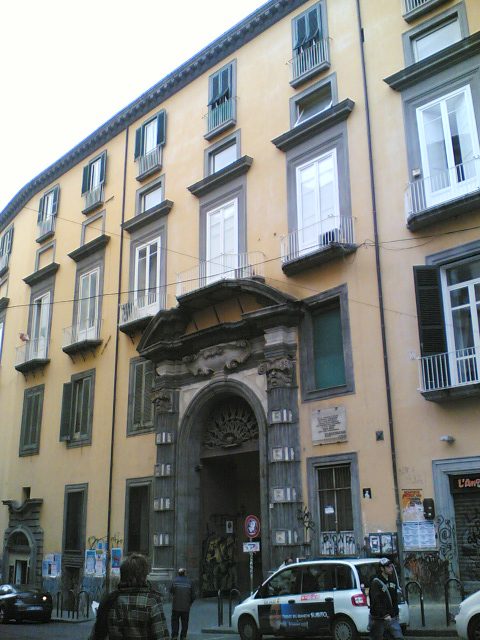
Palazzo Pignatelli di Monteleone in Neapel: Fassade zur Calata Trinità Maggiore

Der Palazzo Pignatelli di Monteleone, auch Palazzo d’ ‘o Gas (als Verballhornung des Namens der Familie Degas, die dort im Laufe des 19. Jahrhunderts wohnte), ist ein Palast aus dem 16. Jahrhundert im Viertel San Giuseppe in Neapel in der italienischen Region Kampanien. Er liegt in der Calata Trinità Maggiore, 53.

## Geschichte
Der Palast wurde im 16. Jahrhundert im Auftrag der Herzogin Girolama Colonna, der Gattin von Camillo Pignatelli (1525–1583), dem dritten Herzog von Monteleone (heute Vibo Valentia), erbaut.
Das Grundstück, das das Kloster Santa Chiara dem Herzog von Monteleone überlassen hatte, fiel in die sogenannte Zone „Limpiano di dentro“ (dt.: Inneres Limpiano) in der Nähe der Stadtmauer aus der Zeit des Hauses Aragón.
In der ersten Hälfte des 18. Jahrhunderts wurde der Palast nach umfangreichen Erweiterungsarbeiten zu einem glühenden Anziehungspunkt für den Adel Neapels. Die Wohnung zur Strada Rivera (heute Via Sant’Anna dei Lombardi) wurde von Paolo De Matteis mit Szenen aus Aeneis bemalt und die Wände mit Episoden aus Das befreite Jerusalem, die allerdings später verloren gingen.
1788 wurden erneut Veränderungen an dem Palast durchgeführt, um ihn den neuen Wohnzwecken anzupassen, die sich aus dem Verkauf des Gebäudes durch die Familie Pignatelli ergeben hatten. Der Palast, der zuerst in einen „Palazzo grande“ und einen „Palazzo piccolo“ aufgeteilt wurde, wurde zerstückelt. Den „Palazzo grande“ mit Eingang von der Calata Trinità Maggiore aus kaufte zwischen 1823 und 1832 der französische Bankier René-Hilaire Degas, der Großvater des bekannten Malers Edgar Degas, der sich 1793 in der Folge der Tumulte der Französischen Revolution nach Neapel geflüchtet hatte. Um 1875, nach dem Tod seines Onkels Achille, erbte Edgar Degas den Palast zusammen mit seiner Cousine Lucie. Den „Palazzo piccolo“ vor der Piazza del Gesù Nuovo bewohnte 1732 die Familie von Domenico d’Amore, Markgraf von Ugento; er wurde 1830 an Gaetano Pandola verkauft.

## Beschreibung

### Fassaden
Den Bau des Palastes im Jahre 1561 plante der Architekt Giovanni Vincenzo della Monica. Dieser projektierte auch die Aufteilung und Urbanisierung des Gebietes Limpiano di dentro einschließlich des Gebietes der Pignasecca zusammen mit dem Architekten Donato Antonio Cafaro. Die ursprüngliche Anordnung war so, dass der Palast auf dem Gelände zum Platz hin errichtet wurde und dahinter Platz für einen Garten blieb, der „Paradiso“ genannt wurde, später aber im Zuge der Umbauten verschwand.
Das Gebäude wurde im Jahre 1718 im Auftrag des Herzogs Nicola Pignatelli vergrößert, wie auch die Inschrift am Kopf des Portals auf dem Marmorfries dokumentiert. Die Arbeiten leitete der Architekt Ferdinando Sanfelice, der einen achteckigen Innenhof projektierte, der aber nie gebaut wurde. Von der Arbeit Sanfelices zeugt das mit Diamantbossenwerk aus weißem Marmor verzierte Portal, das in Kontrast mit der Kannelierung der kompositen Säulen auf der Seite des großen Bogens des Portals steht, die mit Kapitellen dekoriert sind, die als anthropomorphe Masken konfiguriert sind.
1726 folgte auf Sanfelice der Architekt Niccolò Tagliacozzi Canale, der die Arbeiten zum Bau der Remisen für die Wagen überwachte. Etwa ein Jahrhundert später kümmerte sich der Architekt Stefano Gasse für die Degas um die Restaurierung des „Palazzo grande“.

#### Bildergalerie

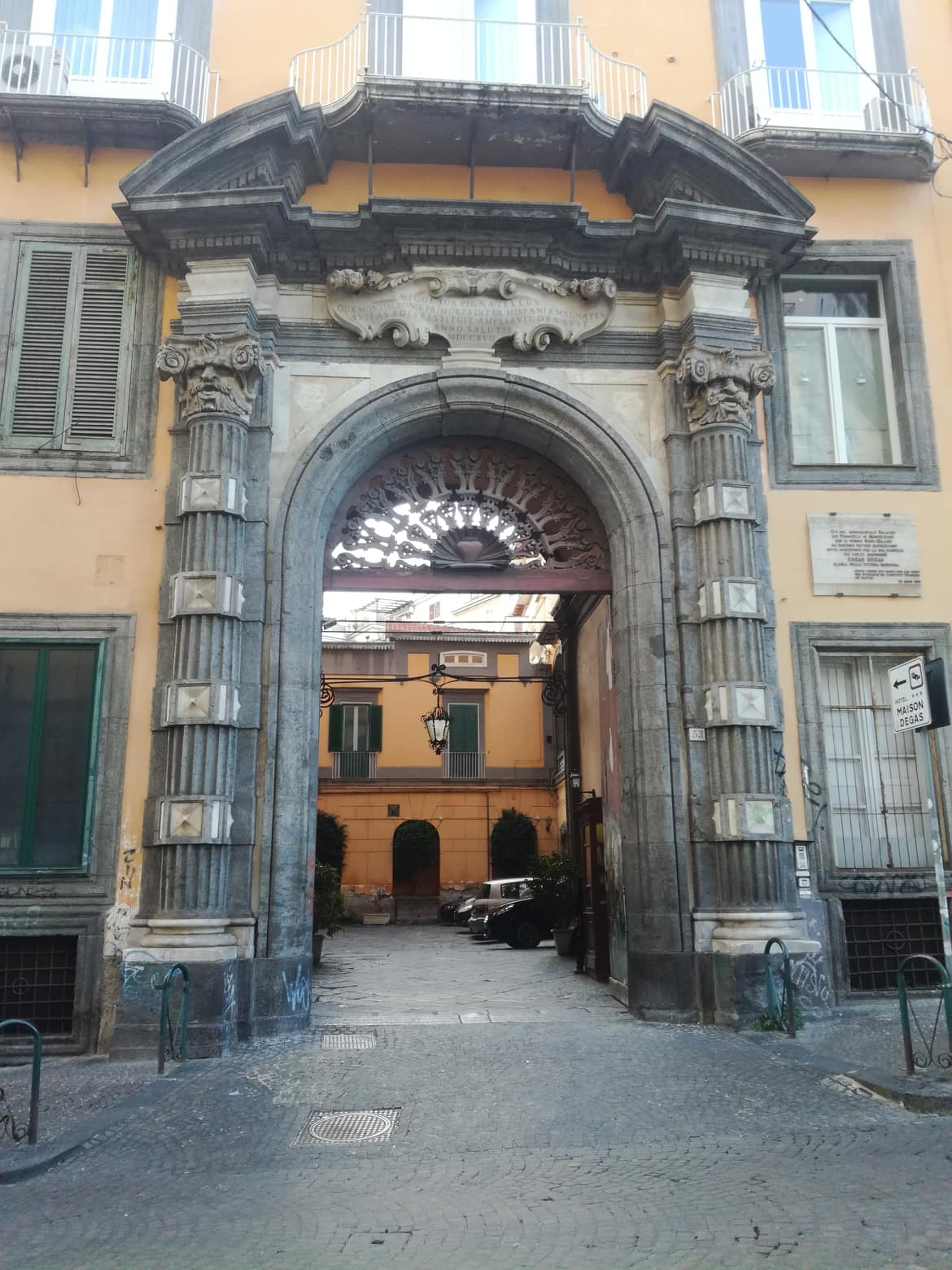
Portal
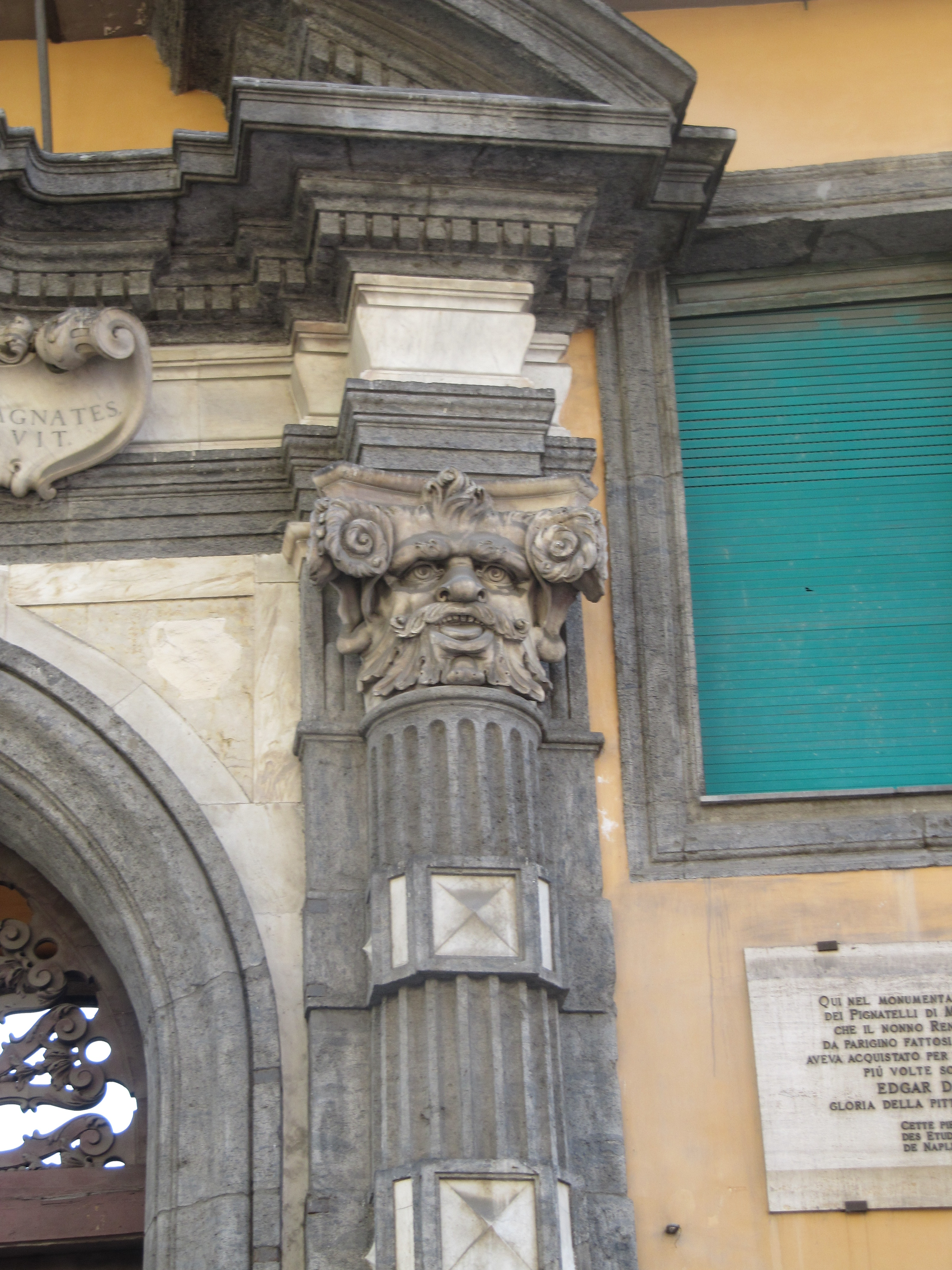
Detail des Kapitells
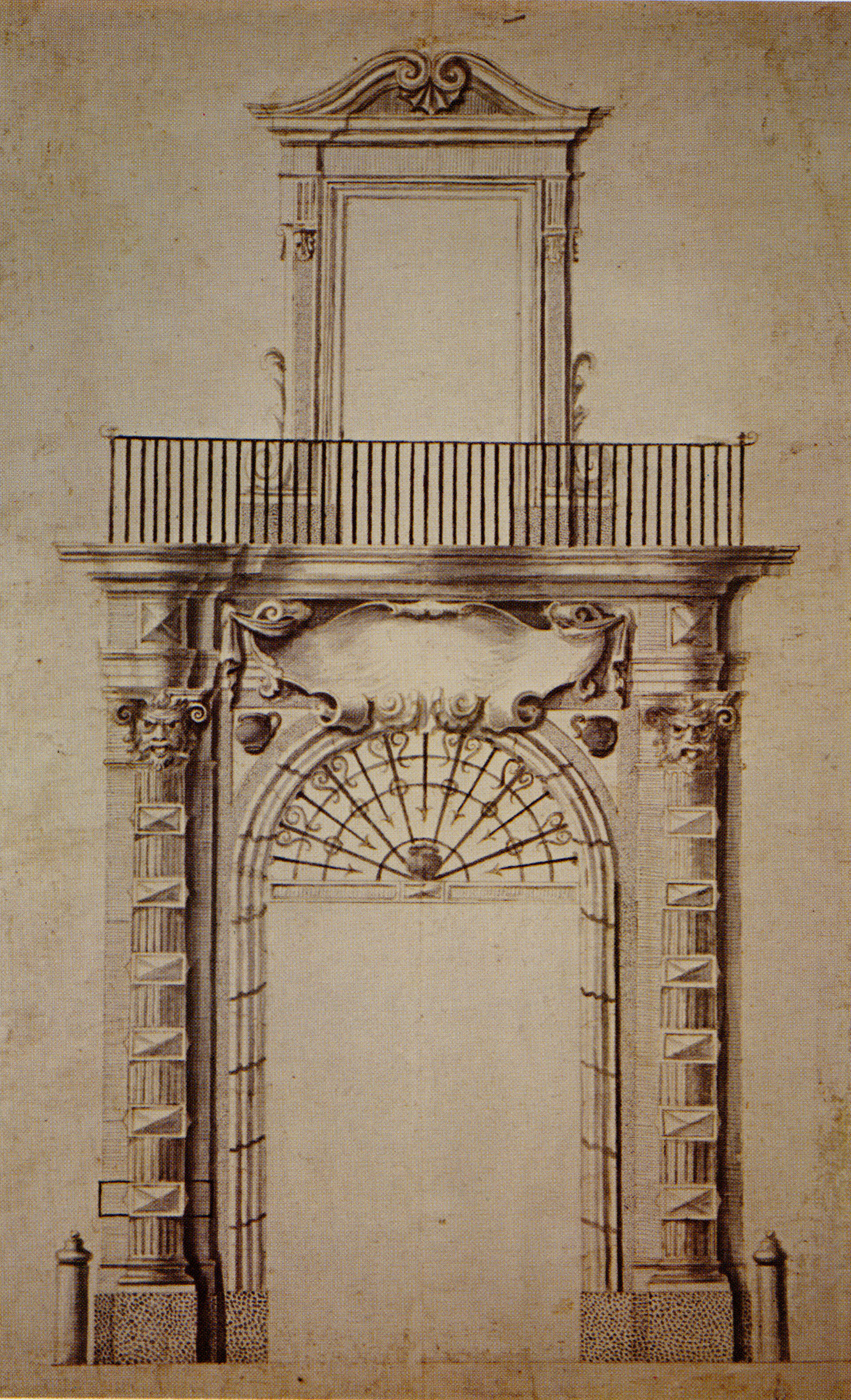
Zeichnung des Portals von Sanfelice, 1718
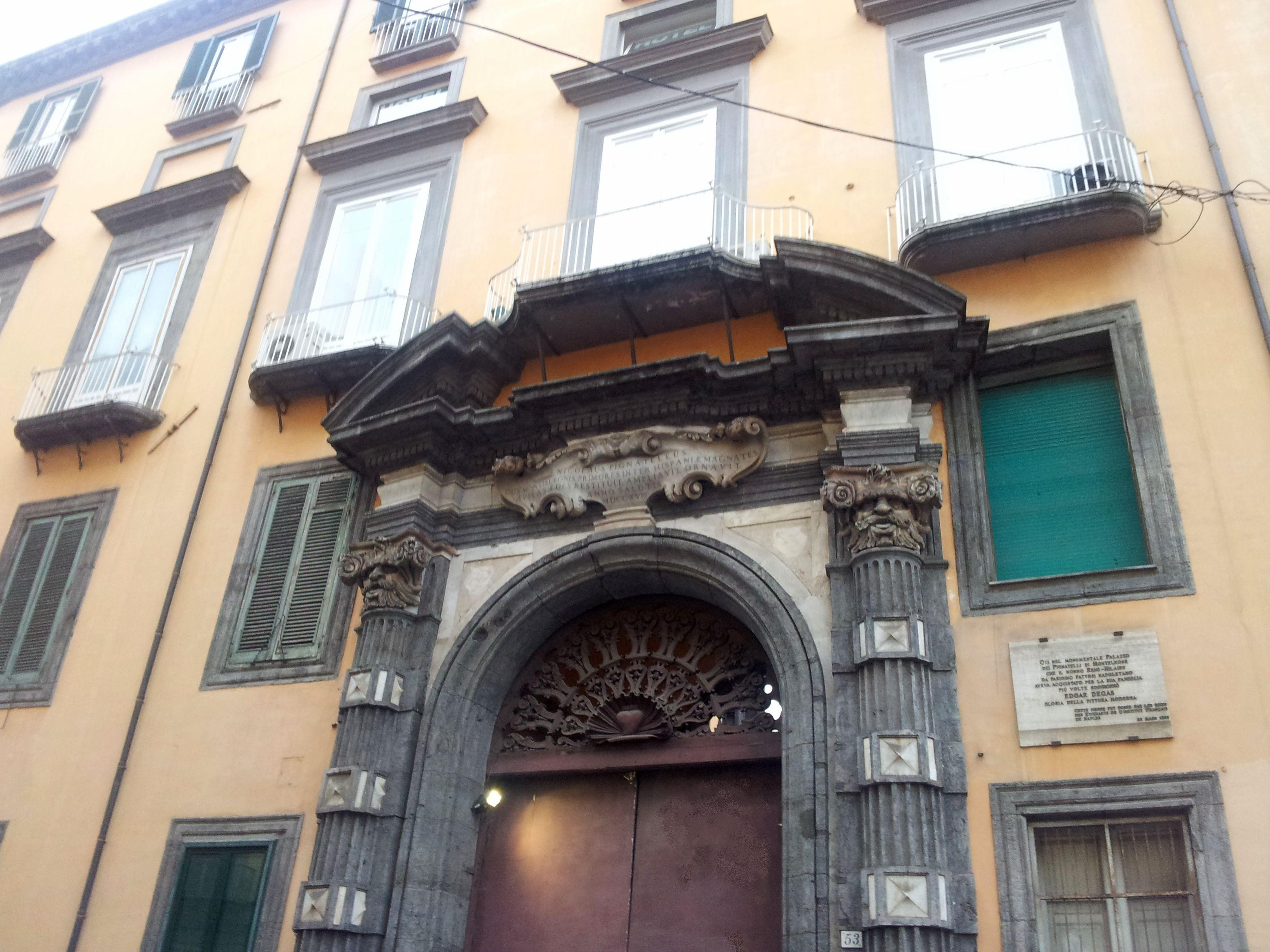
Detail des Epigraphs

#### Inschriften
Auf dem Portal, bzw. an der Hauptfassade, findet man folgende zwei Inschriften:

“NICOLAUS PIGNATELLUS / DUX MONTELEONIS, PRIMORES INTER HISPANIE MAGNATES. / AVITAS EDES RESTITUIT, AMPLIA VIT, ORNA VIT. / ANNO SALUTIS / MDCCXVIII“
(dt.: Niccolò Pingatelli / Herzog von Monteleone, Erster unter den spanischen Magnaten. / Stellte Altes wieder her, erweiterte es und schmückte es. / im Jahre der Erlösung 1718.)

“Qui nel monumentale palazzo dei Pignatelli di Monteleone che il nonno Rene-Hilaire da parigino fattosi napoletano aveva acquistato per la sua famiglia più volte soggiornò Edgar Degas gloria della pittura moderna / Cette Pierre fut posee pour les soins des etudiants de l’Institut Français de Naples / 20 Mars 1988“
(dt.: Hier, im monumentalen Palast der Pignatelli von Monteleone, wo der Großvater René-Hilaire vom Pariser zum Neapolitaner wurde, als er für seine Familie [den Palast] kaufte, weilte mehrere Male Edgar Degas, Ehre der modernen Malerei: „Dieser Stein wurde für die Studierenden des Institut Français in Neapel gesetzt. / 20. März 1988“)

### Innenräume
Von der monumentalen Residenz mit fünf Stockwerken auf durchgehenden Ebenen mit unregelmäßig L-Förmigem Grundriss blieb nur die Fassade in ihren ursprünglichen, architektonischen Eigenschaften erhalten, während der hintere Teil des Gebäudes und das Innere des Hofes durch Eingriffe vollständig verändert wurden, um das Gebäude bewohnbar zu machen. Von der ursprünglichen, alten Pracht des Gebäudes blieben nur das meisterliche Rundbogen-Tonnengewölbe im Eingangsbereich und die Kreuzgewölbe mit abgerundeten Rippen im Treppenhaus mit parallelen Treppenzügen.